# Karl Rahner
Karl Rahner (Freiburg im Breisgau, Baden, Njemačka, 5. ožujka 1904. – Innsbruck, Austrija, 30. ožujka 1984.) bio je njemački isusovac, te se smatra jednim od najvećih rimokatoličkih teologa 20. stoljeća.
Najpoznatiji je po svojoj kristologiji i spajanju egzistencijalne filozofije personalizma s tomističkim realizmom. Prije Drugog vatikanskog sabora, zajedno s Yvesom Congarom, Henrijem de Lubacom i Marie-Dominiqueom Chenujem osnovao je novu školu misli pod imenom Nouvelle Théologie (franc. Nova teologija), koju je papa Pio XII. kritizirao u enciklici Humani generis.
Godine 1922. ulazi u isusovački novicijat, a 1932. zaređen je u red Družbe Isusove. Od 1929. do 1933. studira u Nizozemskoj, a od 1934. do 1936. studira filozofiju na Freiburškom sveučilištu pod Martinom Heideggerom. Doktorsku je disertaciju obranio na Innsbruškom sveučilištu. Predavao je na sveučilištima u Innsbrucku, Pullachu, Münchenu i Münsteru. Bio je također urednik poznatoga Leksikona za teologiju i crkvu (Lexikon für Theologie und Kirche, 1957. – 68.). Poznat je po obrani Edwarda Schillebeeckxa 1968. kada je flamanski teolog napadan za herezu zbog svojih zahtjeva da se dopusti više slobode u teološkom istraživanju u Crkvi i pozivanja na teološki pluralizam.
Rahnerova mnogobrojna djela stavljaju naglasak na kontinuitet između moderne i tradicionalne interpretacije rimokatoličkog učenja.